# أنجيلا فيني
أنجيلا فيني (بالإنجليزية: Angela Feeney)‏ هي مغنية ومغنية أوبرا بريطانية، ولدت في 19 أكتوبر 1954.